# Thranius ornatus
Thranius ornatus es una especie de escarabajo longicornio del género Thranius, tribu Thraniini, subfamilia Cerambycinae. Fue descrita científicamente por Gressitt & Rondon en 1970.

## Descripción
Mide 11-21 milímetros de longitud.

## Distribución
Se distribuye por Laos, Tailandia y Vietnam.